# Manga Time Kirara Forward
Manga Time Kirara Forward (まんがタイムきららフォワード Manga Taimu Kirara Fowādo?) es una revista japonesa de manga seinen publicada por Hōbunsha. Forward fue la cuarta revista en la línea Manga Time Kirara en ser publicada, las tres primeras fueron Manga Time Kirara, Manga Time Kirara Carat y Manga Time Kirara Max. Se publicó por primera vez el 23 de marzo de 2006.

## Mangas serializados
- Aldnoah.Zero[1]
- Anne Happy[2]
- Dōjin Work
- Ededen!
- Itoshi no Karin
- Family Restaurant Smile
- Gakkō Gurashi![3] (en curso)
- Hanayamata[4]
- Harukana Receive[5] (en curso)
- Kimi to Boku o Tsunagu Mono
- Magia Record (en curso)
- Oninagi
- Puella Magi Kazumi Magica
- Puella Magi Suzune Magica
- S Senjō no Tena
- Tamayomi[6] (en curso)
- Tonari no Kashiwagi-san[7]
- Yumekui Merry[8] (en curso)
- Yuru Camp△ (hasta 2019)

## Adaptados al anime
- Yumekui Merry – invierno 2011
- Hanayamata – verano 2014
- Gakkō Gurashi! – verano 2015
- Anne Happy – primavera 2016
- Yuru Camp△ – invierno 2018
- Harukana Receive – verano 2018
- Tamayomi – primavera 2020
- Yuru Camp△ 2 – 2021